# Kameniari

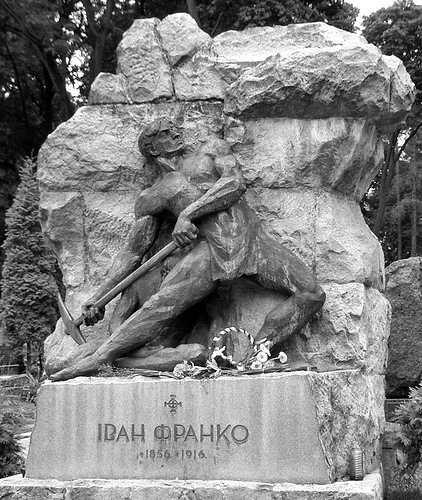
Monument au poète ukrainien Ivan Franko, représentant un casseur de pierres (kameniar).

Kameniari (ukrainien : Каменярі,  « Les tailleurs de pierre ») est un poème d'Ivan Franko.

## Contenu
Dans ce poème, des esclaves liés par des chaînes fracassent la roche à l'aide de masses. Le poème est allégorique, décrivant les idées jumelles de la libération d'un passé oppressif (avec la domation polonaise, russe et austro-hongroise de l'Ukraine) et de la mise en place des fondations du progrès social à venir,,,.

## Histoire
Après la publication du poème, le mot Kamenyar devient le surnom d'Ivan Franko auprès du grand public, et ce dès l'époque soviétique.
Ses écrits, et notamment ce poème, gagnent en popularité au milieu des années 1980.

## Postérité
Un astéroïde d'une ceinture d'astéroïdes classé comme planète mineure et découvert par l'astronome russe Nikolai Chernykh en 1977 qui travaillait à l'Observatoire astrophysique de Crimée est nommé 2428 Kamenyar.